# Paul von Goldberger
Paul von Goldberger (Wenen, 14 januari 1881 – Getto van Litzmannstadt, 26 maart 1942) was een Oostenrijk-Hongaars voetballer.

## Biografie

### Clubcarrière
Von Goldberger begon zijn carrière bij First Vienna, waarmee hij in 1899 en 1900 de Challenge Cup won. Nadat hij zijn diploma middelbare school behaalde trok hij naar de Hongaarse hoofdstad en speelde daar een seizoen voor Műegyetemi Football Club. Nadat hij in 1901 chemie ging studeren aan de Koninklijke Technische Hogeschool Charlottenburg ging hij voor BTuFC Britannia 1892 spelen, vanaf nu als doelman, hiervoor was hij verdediger. In 1903 en 1904 werd hij met zijn club Berlijns kampioen. In 1904 bereikte hij met zijn team ook de finale om de Duitse landstitel, nadat SC Germania 1887 Hamburg opzij gezet werd in de halve finale. De finale tegen VfB Leipzig zou echter nooit gespeeld worden. Karlsruher FV, dat een 6-1 pandoering kreeg van Britannia protesteerde tegen het feit dat de wedstrijden niet op neutraal terrein gespeeld werden hoewel dat wel in de statuten bepaald was en er werd beslist om dan geen finale te spelen. 
Nadat hij in 1905 naar de universiteit van Bazel ging studeren ging hij voor Old Boys spelen voor één jaar. Hierna ging hij voor Freiburger FC spelen waarmee hij Zuid-Duits kampioen werd. Na een overwinning op VfB Leipzig plaatste de club zich voor de finale om de titel, die deze keer wel gespeeld werd. De club won met 3-1 tegen BTuFC Viktoria 1889 en werd voor de eerste en enige keer landskampioen. In de herfst van 1907 ging hij weg bij de club en keerde naar Boedapest terug waarbij hij voor tweedeklasser 33 FC ging spelen. In 1910 droeg hij zo bij aan de promotie naar de hoogste klasse. Hierna ging hij weer naar Duitsland waar hij zijn carrière beëindigde bij de Frankfurter Kickers en diens opvolger Frankfurter FV. In 1912 werd hij nog kampioen met Frankfurt maar in de Zuid-Duitse  eindronde werd de club laatste.

### Nationaal elftal
Hij speelde één interland voor Hongarije op 5 april 1905 in Boedapest in de 5-2 overwinning op Bohemen. 

### Privé-leven
In het kader van de Ausgleich werd zijn familie in 1867 geadeld en mocht zich voortaan Buday-Goldberger of Goldberger de Buda noemen. Na zijn spelerscarrière werd hij sportjournalist. In de jaren twintig keerde hij naar Wenen terug. Op 21 april 1941 werd hij door de nationaalsocialisten naar het getto van Litzmannstadt gedeporteerd, waar hij later overleed. 